# Еквадорсько-німецькі відносини
Відносини Еквадору та Німеччини були започатковані у 1922 році. На сьогодні основна увага в еквадорсько-німецьких відносинах зосереджена на співробітництві в галузях розвитку, екологічної політики, торгівлі, інвестицій та освіти. 
У 1802 році дослідник Олександр фон Гумбольдт відвідав Еквадор разом зі своїм супутником Еме Бонпландом і піднявся на вулкан Чимборасо. У другій половині 19 століття країну відвідав також вулканолог Вільгельм Райсс. У 1870 році німецький єзуїт Теодор Вольф був призначений професором геології та мінералогії в Університеті Центрального Еквадору. На честь даного дослідника  був названий вулкан Вольф на Галапагоських островах. Німецько-еквадорський композитор Антоніо Неумане того ж року створив мелодію Salve, Oh Patria, яка стала національним гімном Еквадору у 1886 році. Німецька імперія відкрила дипломатичне представництво в Еквадорі в 1922 році  Після приходу Адольфа Гітлера до влади в Німеччині, Еквадор прийняв майже 3000-4000 єврейських біженців і боровся з  нацистським режимом між 1933 і 1945 роками  Під час Другої світової війни Еквадор розірвав дипломатичні відносини з Німеччиною в  1942 році, а згодом приєднався до  антигітлерівської коаліції  2 лютого 1945 року.
Після закінчення Другої світової війни Еквадор встановив у 1952 році дипломатичні відносини з Федеративною Республікою Німеччина (ФРН), яка відкрила офіційне представництво в Кіто, що згодон  було перетворено на посольство через три роки. У 1960-х роках ФРН почала розвивати співпрацю з Еквадором. Зокрема у 1965 році Німецька Демократична Республіка відкрила торгове представництво в Еквадорі й після закінчення доктрини Гальштейна було встановлено офіційні відносини між двома країнами в 1973 році. У квітні 1979 року представник ХДС Франц-Лоренц фон Тадден загинув у авіакатастрофі в повітряному просторі Еквадору, де він інспектував проєкти розвитку. 
Після об'єднання  Німеччини, посольство Еквадору було перенесоно до нової будівлі у 2001 році. У 2019 році президент Німеччини Франк-Вальтер Штайнмаєр відвідав Еквадор з офіційним державним візитом з нагоди святкування 250-річчя від дня народження Александра фон Гумбольдта та зустрівся з президентом Леніном Морено.
Німеччина є одним із найважливіших торгових партнерів Еквадору в Європейському Союзі. Загальний обсяг  торгівлі Німеччини з Еквадором склав 1,0 мільярд євро у 2021 році. За даними показниками  Еквадор зайняв 80 місце в рейтингу торгівельних партнерів Німеччини. Торговий баланс Еквадору становить негативне сальдо. Німецький експорт до Еквадору того року склав 530 мільйонів євро, тоді як імпорт з Еквадору склав 495 мільйонів євро.  
Німецько-еквадорська промислово-торгова палата існує з 1977 року, торгову угоду Еквадору з Європейським Союзом підписано у 2017 році 

## Розвиток співробітництва
Deutsche Gesellschaft für Internationale Zusammenarbeit та її компанії-попередники активно оперують в Еквадорі з 1962 року. Після перерви у вересні 2017 року було відновлено двосторонню співпрацю з питань розвитку. Допомога на розвиток Еквадору була зосереджена на «навколишньому середовищі та природних ресурсах, біорізноманітності та збереженні лісів», «мирі та соціальній згуртованості,  належному управлінні та міграції» та «кліматі, сталому розвитку міст та мобільності». Станом на 2020- 2021 роки допомога Німеччини склала 121 мільйон євро. У місті Кіто знаходить Інститут Гете, а в місті Гуаякіль з 1956 року діє Німецько-Еквадорський культурний центр. В Еквадорі дують три німецькі школи в містах Кіто, Гуаякіль і Куенка. Обмін студентами та співробітництво у сфері вищої освіти координує Німецька служба академічних обмінів. 
Німецькі оборонні компанії постачали Еквадору різне озброєння, включаючи танки Leopard 1 (2009), пістолети (2009) і катери (1999). 

## Дипломатичні установи
- Німецьке посольство знаходиться в м. Кіто. [8]
- Посольство Еквадору знаходиться  в Берліні, консульство в Гамбурзі.[9]

## Зовнішні посилання
- Інформація МЗС Німеччини про відносини з Еквадором